# Sarah Caldwell
Sarah Caldwell (Maryville, 6 marzo 1924 – Portland, 23 marzo 2006) è stata una direttrice d'orchestra statunitense. 
È ricordata per essere stata la prima donna a dirigire un'opera lirica al Metropolitan Opera nel 1976. Fu anche la seconda donna a dirigire il New York Philharmonic Orchestra nel 1974; la prima fu Nadia Boulanger nel 1939.

## Biografia
Bambina prodigio, si esibisce in pubblico suonando il violino all'età di 10 anni. Si diploma in viola presso il New England Conservatory nel 1946. Negli anni cinquanta è a Boston, dove fonda l'Opera Company of Boston.
Nel 1976 diventa la prima donna a dirigere un'opera lirica, La traviata di Giuseppe Verdi, al Metropolitan Opera di New York.